# 戸田真介

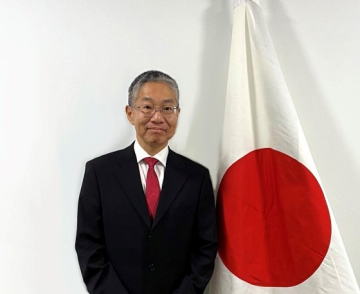
在ハンブルク日本国総領事館ウェブページより（令和5年10月）

戸田 真介（とだ しんすけ、1966年〈昭和41年〉3月27日 - ）は、東京都出身の日本の外交官。
総合外交政策局人権人道課女性参画推進室企画官などを経て、2023年9月から在ハンブルク総領事を務める。

## 略歴
- 1987年　外務省専門職員採用試験合格
- 1988年3月　早稲田大学第一文学部文学科卒業（ドイツ文学専修）[2]
- 1988年4月　外務省入省
- 2003年1月　在オーストリア日本国大使館 二等書記官（広報文化センター所長）[2]
- 2004年4月　在オーストリア日本国大使館 一等書記官
- 2006年4月　欧州局政策課 課長補佐
- 2009年10月　欧州局中・東欧課 課長補佐
- 2012年3月　在ミュンヘン日本国総領事館 首席領事[2]
- 2015年8月　在デュッセルドルフ日本国総領事館 首席領事[2]
- 2021年6月　在ウズベキスタン日本国大使館 一等書記官
- 2023年4月　総合外交政策局人権人道課女性参画推進室企画官
- 2023年9月　在ハンブルク日本国総領事館 総領事